# Camí de Castellterçol a Marfà
El Camí de Castellterçol a Marfà és una pista forestal dels termes municipals de Castellterçol i de Castellcir, a la comarca del Moianès. Com en el cas de la major part de camins, el nom que els designa és clarament descriptiu. En aquest cas, el nom del camí fa esment als dos extrems del camí: la vila de Castellterçol i la masia de Marfà.

## Terme municipal de Castellterçol
El camí arrenca de l'extrem nord del terme de Castellterçol, al Pont de la Fàbrega de la carretera C-59, des d'on s'adreça cap a ponent seguint la vall del torrent de la Fàbrega pel seu marge esquerre. Tot seguit, però, se n'allunya per anar guanyant alçada cap al sud-oest; passa a ponent de la Rompuda del Gironès i poc després s'enfila cap al sud en un parell de tancades giragonses per tal d'adreçar-se a la masia del Gironès, a la qual no acaba d'arribar del tot: just passada la Rompuda, segueix cap a ponent i deixa el Gironès a dalt. Passa per tot el límit nord, nord-oest i oest de la Quintana del Gironès, deixant sempre la masia enlairada a l'altra banda de la Quintana, i va a buscar el costat de llevant de la vall del torrent del Gironès fins que el travessa i gira cap al nord pel marge esquerre. Al cap de poc el camí arriba a una cruïlla, just passat el Revolt Gran, on cal seguir el camí que marxa més cap al nord i més a prop del torrent. Aquest camí segueix un bon tros el torrent i torna a passar a ponent del Gironès, que queda a l'altra banda del torrent, a llevant. Just a ponent del lloc on el torrent del Gironès s'aboca en el torrent de la Fàbrega el camí gira en un cap de carena cap al sud-oest, per anar a buscar el vessant de llevant de la vall del Xaragall del Saiol, que segueix un tram cap al sud-oest per, de sobte, travessar-lo i emprendre cap al nord per l'altre costat de la vall. Ressegueix tota la Solella de la Descàrrega per aquest costat de la vall, fins que, a mitja vall, deixa enrere el terme de Castellterçol per entrar a la Vall de Marfà en el moment que troba una cruïlla on cal seguir cap al nord-oest.

## Terme municipal de Castellcir (Vall de Marfà)
Continua cap al nord pel mateix vessant resseguint tot el vessant de llevant del Serrat de la Descàrrega fins al Saiolic, on gira pel capdavall del serrat esmentat i torna a agafar la direcció sud-oest pel vessant sud-est de la vall de la riera de Marfà. Segueix tot el vessant de ponent del Serrat de la Descàrrega, fins que gira cap a ponent, però fent molts retombs per anar salvant tots els torrents que aflueixen a la riera de Marfà des del sud. Així, arriba a migdia de les Feixes Roges i de seguida a la casa de Marfà on, just abans d'arribar-hi, troba el Camí de Moià a Marfà.